# San Marcos, Ocotepeque
San Marcos är en ort i Honduras.   Den ligger i departementet Departamento de Ocotepeque, i den västra delen av landet, 190 km väster om huvudstaden Tegucigalpa. San Marcos ligger 991 meter över havet och antalet invånare är 5 346.
Terrängen runt San Marcos är varierad. Runt San Marcos är det ganska tätbefolkat, med 80 invånare per kvadratkilometer. San Marcos är det största samhället i trakten. Omgivningarna runt San Marcos är en mosaik av jordbruksmark och naturlig växtlighet.